# 严田古驿道
严田古驿道，位于江西省上饶市婺源县（旧属安徽省徽州府）赋春镇严田村。驿道穿过上严田、下严田，以及位于中间的巡检司几个自然村落。
严田古驿道已列为婺源县文物保护单位。 